# Ziggy Stardust
Pour les articles homonymes, voir Stardust.
Cet article concerne le personnage créé par David Bowie. Pour la chanson de David Bowie, voir Ziggy Stardust (chanson).
Ziggy Stardust est un personnage fictif conçu et interprété par David Bowie au début des années 1970.
Le personnage, icône du glam rock, est au centre de l'album The Rise and Fall of Ziggy Stardust and the Spiders from Mars, sorti en 1972, qui relate de manière imprécise son histoire : celle du messager humain d'une intelligence extraterrestre cherchant à transmettre à l'humanité, qui n'a plus que cinq années à vivre, un message d'amour et de paix, mais qui finit par être détruit par ses propres excès. Le personnage de Ziggy sera mis en scène par Bowie lors de la tournée qui suivit la sortie de son album éponyme, passant par le Royaume-Uni, le Japon et les États-Unis.
Bowie a déclaré que Ziggy Stardust s'inspirait essentiellement de Vince Taylor. Son nom provient du Legendary Stardust Cowboy, un chanteur de psychobilly du même label que Bowie (Mercury).

## Description et historique
En 1972, lors des tournées de promotion de l'album The Rise and Fall of Ziggy Stardust and the Spiders from Mars, David Bowie se présente sur scène comme Ziggy Stardust, arborant une nuque longue teinte en rouge — une création de Suzi Ronson — et des costumes extravagants, tandis que ses musiciens (le guitariste Mick Ronson, le bassiste Trevor Bolder et le batteur Mick Woodmansey) sont les Spiders from Mars. La plupart des costumes de scène de Bowie et des Spiders sont conçues par son ami styliste Freddie Burretti.
Bowie écrit son album suivant, Aladdin Sane, durant sa tournée américaine ; il le décrit comme « Ziggy en voyage aux États-Unis ».
Ziggy disparaît en 1973 : le 3 juillet, Bowie « tue » son personnage sur la scène de l'Hammersmith Odeon, annonçant « c'est non seulement le dernier concert de la tournée, mais aussi le dernier concert qu'on fera » juste avant d'entamer Rock 'n' Roll Suicide. Beaucoup croient alors que Bowie lui-même compte abandonner la musique. Ce dernier concert est retracé dans le film Ziggy Stardust and the Spiders from Mars réalisé par D.A. Pennebaker et sorti en 1973.
Sur Pin Ups, sorti en octobre 1973, Bowie est toujours accompagné de Ronson et Bolder, et la pochette semble encore faire référence à Ziggy ; Bowie adopte une nouvelle identité, celle d'Halloween Jack, sur son album suivant, Diamond Dogs.

## Dans la culture populaire
- Le personnage de Ziggy, dans l'opéra-rock Starmania, s'en inspire[5].
- Les ennemis Christophe et Gighee dans le jeu Final Fantasy VII ont été inspirés par Ziggy Stardust. Le katakana pour "Gighee" peut être lu "Ziggy" et Christophe peut lancer l'attaque "Marche de poussière d'étoiles" ("Stardust march" en anglais) si Gighee est toujours en vie[réf. nécessaire].
- En 2022, l'arachnologiste Peter Jäger baptise Bowie ziggystardust une espèce d'araignée qu'il a découverte au Népal[6].